# 風呂敷残業
風呂敷残業、ふろしき残業（ふろしきざんぎょう）は、通常の労働時間内に終わらない仕事を自宅に持ち帰ってすること。労働時間外に事実上の労働をすることになり、賃金支払いの対象とならないため、サービス残業の一形態とされることもあるが、会社など特定の場所に留まることを拘束されるわけではないので、別個の概念とされる。

## 日本
風呂敷残業は、労働者が自主的に行なう場合には、時間的にも場所的にも労働者を拘束しているわけではなく、また、使用者（雇用主）ないし上司の指揮監督下にあるわけでもないので、労働時間にはあたらず、賃金支払いは必要ない。しかし、上司が仕事の持ち帰りを命じた場合には、指揮監督下にあることとなり、賃金支払いが必要とされ、また労働災害の認定などにおいても労働時間とされることがある。また、上司が直接的に関知していなかったとしても、常態化していたり、客観的に労働時間内に消化できない多量の仕事を課している場合には、賃金の支払いが求められる。
労働時間外における労働という問題とは別に、資料等を職場から持ち出すことをめぐって、情報セキュリティの観点から風呂敷残業が問題視されることもある。2006年には、自衛官が「風呂敷残業」のためにUSBメモリにデータを入れて仕事を自宅に持ち帰り、自分のパソコンで仕事をした結果、Winnyによって機密情報が流出する事態となった。
また、風呂敷残業が常態化すると、工数の正確な把握が困難になるという問題もある。
「風呂敷残業」という表現は、かつて仕事に必要な書類を風呂敷に包んで自宅に持ち帰ったことに由来するが、近年ではインターネットを介して自宅から会社のサーバにアクセスして仕事をすることも風呂敷残業の一形態と考えられ、同趣旨の表現として「インターネット残業」、「メール（Eメール）残業」、「添付ファイル残業」、「フロッピー残業」、「USB残業」、「クラウド残業」などといった表現も生まれている。
2000年代半ばにホワイトカラーエグゼンプションをめぐる議論が日本で盛んになった時期には、ホワイトカラーエグゼンプションの導入によって風呂敷残業が増加すると論じられた。